# Tibesti Est
Tibesti Est là một tỉnh của Chad ở vùng Tibesti, một vùng của Chad với thủ phủ là Bardaï.

## Hành chính
Tỉnh gồm 4 phó tỉnh (sous-préfectures):
- Aouzou
- Bardaï
- Yebbibou
- Zoumri